# Aleuroclava guyavae
Aleuroclava guyavae là một loài côn trùng cánh nửa trong họ Aleyrodidae, phân họ Aleyrodinae.
Aleuroclava guyavae được Takahashi miêu tả khoa học đầu tiên năm 1932.